# Актив-про рейсинг
Актив-про рэйсинг — российская автоспортивная организация, созданная в 2004 году гонщиком и предпринимателем Рубеном Шумеевым. Занимается развитием российского автоспорта, тренировкой профессиональных спортсменов и гражданских водителей, организацией автоспортивных кубков и чемпионатов.

## История

### Гоночная команда

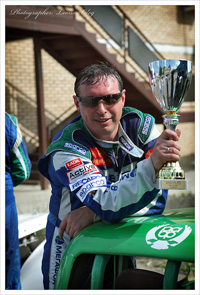
Рубен Шумеев

Некоммерческое партнёрство было организовано Рубеном Шумеевым в 2004 как автоспортивная гоночная команда. И в этом же году она стала победителем в личном и командном зачете в кубке LADA Revolution.
Далее команда развивалась в направлении «Формулы 1600» и уже в 2005 году расширила своё участие в гонках и выступила сразу в двух классах — Lada Revolution (в рамках НГС LADA) и «Формула 1600». В классе Lada Revolution за команду выступил молодой гонщик Тимур Садрединов. Ещё одним событием для Active-PRO RACING в 2005 году стало золото в гонке за Кубок Победы, которая прошла на Воробьевых горах.
В последующие четыре года команду ждал ещё ряд спортивных достижений и побед, среди которых одной из самой значимых была командная победа в чемпионате России 2008 года, в зачетной группе Формула 3 . На построение чемпионского автомобиля ушло 3 года напряженнейшей работы команды. А в 2009 году Рубен Шумеев принес ещё одну победу, выиграв зимний и летний Кубок в классе «Легендс».

### Автоспортивный промоутер
В 2010 году компания начала промоутерскую деятельность в автоспорте.
В этом же году Рубен Шумеев «привозит» в Россию новую гоночную серию — МитДжет. Основное и важное преимущество серии заключается в том, что за руль гоночного автомобиля МитДжет может сесть как профессионал, так и любитель. Таким образом, попробовать себя в автоспорте появилась возможность практически у каждого, кто имеет водительские права.
Рубен Шумеев: «Для нас важно не только самим подняться на подиум, но и дать возможность людям прикоснуться к миру автомобильного спорта — миру высоких скоростей и новых технологий».
В 2012 году серия МитДжет была включена в серию Russian Racing Championship

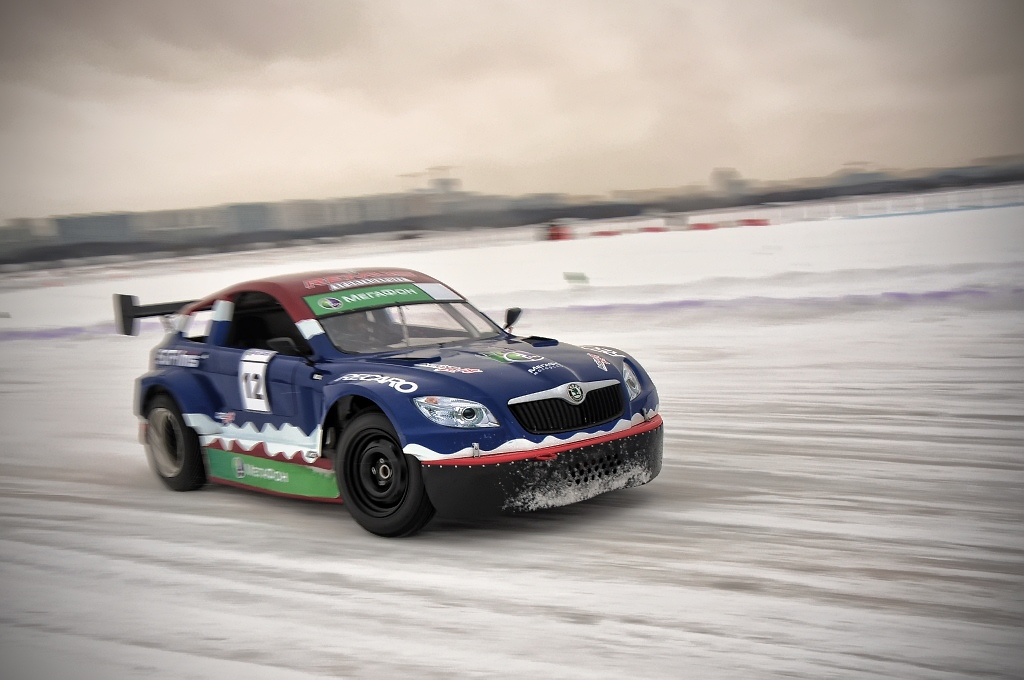
Гоночная серия МитДжет, зима 2012